# 微分形式
微分形式（英語：Differential form）是多变量微积分，微分拓扑和张量分析领域的一个数学概念。现代意义上的微分形式，及其以楔积和外微分结构形成外代数的想法，都是由法国数学家埃里·嘉当引入的。
例如，一元微积分中的表达式 {\displaystyle f(x)\ dx} 是1-形式的一个例子，并且可以在 {\displaystyle f} 定义域内的一个区间 {\displaystyle [a,b]} 上进行积分：
{\displaystyle \int _{a}^{b}f(x)\,dx.}
类似地，表达式 {\displaystyle f(x,y,z)\ dx\land dy+g(x,y,z)\ dz\land dx+h(x,y,z)\ dy\land dz} 是2-形式的一种，它在可定向曲面 {\displaystyle S} 上有曲面积分:
{\displaystyle \int _{S}f(x,y,z)\,dx\wedge dy+g(x,y,z)\,dz\wedge dx+h(x,y,z)\,dy\wedge dz.}
符号∧表示两个微分形式的外积，有时候也称为楔积。类似地，3-形式 {\displaystyle f(x,y,z)\ dx\land dy\land dz} 表示可以在空间的一个区域进行积分的体积元。一般地，{\displaystyle k}-形式是一个可以在 {\displaystyle k}-维集合上进行积分的对象，并且其坐标微分是 {\displaystyle k} 次齐次的。

## 简介
我们从Rn中的开集的情形开始。一个0-形式（0-form）定义为一个光滑函数 {\displaystyle f}。
当我们在 {\displaystyle \mathbb {R} ^{n}} 的 {\displaystyle m}-维子空间 {\displaystyle S} 上对函数 {\displaystyle f} 积分时，我们将积分写作：
{\displaystyle \int _{S}f\,dx_{1}\ldots dx_{m}.}
把 {\displaystyle dx_{1},\cdots ,dx_{n}} 当作形式化的对象，而非让积分看起来像个黎曼和的标记。我们把这些和他们的负{\displaystyle -dx_{1},\cdots ,-dx_{n}}叫做基本1-形式。
我们再在其上定义一种乘法规则楔积，这种乘法只需满足反交换的条件：
对所有 {\displaystyle i}, {\displaystyle j}
{\displaystyle dx_{i}\wedge dx_{j}=-dx_{j}\wedge dx_{i}}
注意这意味着
{\displaystyle dx_{i}\wedge dx_{i}=0}.
我们把这些乘积的集合叫做基本2-形式，类似的我们定义乘积
{\displaystyle dx_{i}\wedge dx_{j}\wedge dx_{k}}
的集合为基本'3-形式，这里假定n至少为3。现在定义一个单项式' {\displaystyle k}-形式为一个0-形式乘以一个基本的 {\displaystyle k}-形式，定义 {\displaystyle k}-形式为一些单项式 {\displaystyle k}-形式的和。
楔积可以推广到这些和上：
{\displaystyle (f\,dx_{I}+g\,dx_{J})\wedge (p\,dx_{K}+q\,dx_{L})=}
{\displaystyle f\cdot p\,dx_{I}\wedge dx_{K}+f\cdot q\,dx_{I}\wedge dx_{L}+g\cdot p\,dx_{J}\wedge dx_{K}+g\cdot q\,dx_{J}\wedge dx_{L},}
等等，这里 {\displaystyle dx_{i}} 和类似的项表示 {\displaystyle k}-形式。换句话说，和的积就是所有可能的积的和。
现在，我们来定义光滑流形上的 {\displaystyle k}-形式。为此，我们假设有一个开坐标覆盖。我们可以在每个坐标邻域上定义一个 {\displaystyle k}-形式；一个全局的 {\displaystyle k}-形式就是一组坐标领域上的 {\displaystyle k}-形式，他们在坐标邻域的交集上一致。这种一致的精确定义，见流形。

## 楔积的性質
若 {\displaystyle f}, {\displaystyle g}, {\displaystyle w} 为任意微分形式，则
{\displaystyle w\wedge (f+g)=w\wedge f+w\wedge g.}
若 {\displaystyle f} 为 {\displaystyle k}-形式，{\displaystyle g} 为 {\displaystyle l}-形式：
{\displaystyle f\wedge g=(-1)^{kl}g\wedge f.}

## 抽象（简明）定义及讨论
在微分几何中，{\displaystyle k} 阶微分 {\displaystyle k}-形式是一个流形的余切丛的 {\displaystyle k} 阶外幂（exterior power）的光滑截面。在流形的每一点 {\displaystyle p}，一个 {\displaystyle k}-形式给出一个从切空间的 {\displaystyle k} 阶笛卡儿幂（cartesian power）到 {\displaystyle \mathbb {R} } 的多线性映射。
例如，光滑函数（0-形式）的微分就是一个1-形式。
1-形式在张量的坐标无关表示中是一个很有用的基本概念。在这个上下文中，他们可以定义为向量的实值函数，并可以看成他们所对应的向量空间的对偶空间。1-形式的一个旧称就是"协变向量"。

## 微分形式的积分
k阶微分形式可以在 {\displaystyle k}维链（chain）上积分。若{\displaystyle k=0}，这就是函数在点上的取值。其他的 {\displaystyle k=1,2,3,\cdots }对应于线积分，曲面积分，体积分等等。
设
{\displaystyle \omega =\sum a_{i_{1},\cdots ,i_{k}}({\mathbf {x} })\,dx_{i_{1}}\wedge \cdots \wedge dx_{i_{k}}}
为一微分形式，设 {\displaystyle S} 为一个我们想在其上积分的集合，其中 {\displaystyle S} 有参数化形式
{\displaystyle S({\mathbf {u} })=(x_{1}({\mathbf {u} }),\cdots ,x_{n}({\mathbf {u} }))}
{\displaystyle \mathbf {u} } 属于参数域 {\displaystyle D}。则[Rudin, 1976]定义 {\displaystyle S} 上微分形式的积分为
{\displaystyle \int _{S}\omega =\int _{D}\sum a_{i_{1},\cdots ,i_{k}}(S({\mathbf {u} })){\frac {\partial (x_{i_{1}},\cdots ,x_{i_{k}})}{\partial (u_{1},\cdots ,u_{k})}}\,d{\mathbf {u} }}
其中
{\displaystyle {\frac {\partial (x_{i_{1}},\cdots ,x_{i_{k}})}{\partial (u_{1},\cdots ,u_{k})}}}
是雅可比矩阵的行列式。
参见斯托克斯定理（Stokes' Theorem）。

## 微分形式的操作
一个流形上所有k-形式的集合是一个向量空间。而且，其上有三类操作：楔积, 外微分（用d表示），和李导数。{\displaystyle d^{2}=0}，细节请见德拉姆上同调。
外导数和积分的基本关系由推广的斯托克斯定理给出，它也同时给出了德拉姆上同调和链的同调的对偶性。